# 岩倉具経
岩倉 具経（いわくら ともつね、旧字体：岩倉具󠄁經）は、幕末の公家、明治期の官僚・華族。

## 経歴
山城国京都で、岩倉具視の三男として生まれる。母は野口為五郎の娘槇子。幼名は八千麿、八千丸。
慶応4年1月9日（1868年2月2日）、戊辰戦争に際し東山道鎮撫使副総督を命ぜられ、兄の総督・岩倉具定と共に江戸へ進軍。同年5月20日（7月9日）、奥羽征討白河口副総督に任じられたが、同年6月6日（7月25日）に若年で勉学につくため免ぜられ帰京。同月、勲功により一家を創設し堂上に列せられた。同年7月15日（9月1日）、元服して昇殿を許され勘解由長官に任じられた。
明治2年（1869年）6月、具定とともに佐賀藩校致遠館に派遣されフルベッキに学ぶ。同年6月2日（7月10日）に戊辰の戦功により賞典禄200石を永世下賜された。明治3年1月（1870年2月）、アメリカ合衆国へ留学、明治6年（1873年）には最初の日本人学生としてオックスフォード大学に留学、明治11年（1878年）1月に帰国。
明治11年（1878年）8月20日、太政官権少書記官・法制局専務となる。以後、兼大蔵権少書記官、大蔵権少書記官兼太政官権少書記官などを歴任。明治17年（1884年）7月8日、男爵を叙爵。同年9月、外務書記官に転じロシア公使館で勤務した。帰国して明治23年（1890年）3月に宮中顧問官に就任したが、同年10月に病のため死去。

## 栄典
位階
- 1888年（明治21年）12月6日 - 従四位[7]
- 1890年（明治23年）10月17日 - 正四位[8]

勲章等
| 受章年                     | 略綬 | 勲章名                   | 備考 |
| -------------------------- | ---- | ------------------------ | ---- |
| 1889年（明治22年）6月19日  |      | 勲四等瑞宝章             |      |
| 1889年（明治22年）11月25日 |      | 大日本帝国憲法発布記念章 |      |
| 1890年（明治23年）10月17日 |      | 勲三等瑞宝章             |      |

## 系譜
- 父：岩倉具視
- 母：岩倉槇子 - 野口為五郎の次女
- 妻：岩倉梭子（おさこ、大谷光勝六女）[3]
- 長男：岩倉具明（1891年4月、具経の勲功により子爵に陞爵）[3]
  - 孫：岩倉具正（具明長男、貴族院子爵議員）[3]
- 長女：中島八千代（中島久万吉の妻）[3]
- 三男：岩倉具光（国際運送社長、京阪神急行電鉄副社長、合同運送、タクシー自動車、桜セメント、東亜石灰各取締役、阪急電車監査役）[11]
- 四男：鮫島具重（鮫島員規養子）[3]